# Melinda und Melinda
 Melinda und Melinda  ist ein Film von Woody Allen aus dem Jahr 2004. Es handelt sich um eine Tragikomödie, die im Manhattan der Gegenwart spielt.

## Handlung
Rahmenhandlung des Films bilden vier Autoren, die über die Frage philosophieren, ob das Leben eher tragisch oder komisch ist. Ausgehend von einer Anfangsszene beginnt einer der Autoren, der auf Tragödien spezialisiert ist, sofort die Geschichte tragisch fortzuführen, während ein zweiter, auf Komödien spezialisierter Autor die gleichen Fragmente in eine Komödie einbaut. Abwechselnd werden beide Fassungen dargestellt: Melinda platzt völlig aufgelöst in eine Dinnerparty in Manhattan. Gastgeber sind ein Schauspieler – ehrgeizzerfressen in der Tragödie, arbeitslos aber liebenswert in der Komödie – und seine Frau – einmal Lehrerin, einmal junge Regisseurin. In beiden Fassungen wird versucht Melinda zu verkuppeln, beide Male verliebt sie sich in einen Klavierspieler, in beiden Fassungen zerbricht die Ehe. Die Tragödie endet mit einem Selbstmordversuch Melindas, nachdem die Lehrerin ihr den Klavierspieler ausgespannt hat. In der Komödie verlieben sich Melinda und der Schauspieler ineinander und werden ein Paar.

## Kritiken
- Michael Wilmington schrieb in der Chicago Tribune, dass Woody Allen einer der großen Regisseure der Komödien bleibe; der Film sei aber nicht derart großartig wie Der Stadtneurotiker oder Manhattan. Melinda und Melinda sei zum Teil „klassisch“ und „elegant“. Wilmington lobte die Kameraarbeit.[3]
- Lexikon des internationalen Films: „Raffiniert verwebt der Film die Erzählstränge und entfaltet elegant ein Spiel um Liebe, Leid und die Leidenschaft. Angesichts der wirtschaftlichen Sorglosigkeit der Protagonisten sprengt er freilich kaum den Rahmen einer unterhaltsamen Taschenspielerei.“[4]
- Die Deutsche Film- und Medienbewertung FBW in Wiesbaden verlieh dem Film das Prädikat wertvoll.